# Ланге, Пауль
Па́уль Ла́нге (нем. Paul Lange; 6 февраля 1931, Оберхаузен — 15 марта 2016, там же) — немецкий гребец-байдарочник, выступал за сборные ФРГ и Объединённой Германии в конце 1950-х — начале 1960-х годов. Чемпион летних Олимпийских игр в Риме, чемпион мира, двукратный чемпион Европы, победитель многих регат национального и международного значения.

## Биография
Родился 6 февраля 1931 года в городе Оберхаузен. Активно заниматься греблей начал в возрасте 23 лет, проходил подготовку в местном спортивном клубе «Турнершафт Штеркраде 1869».
Первого серьёзного успеха на взрослом международном уровне добился в сезоне 1958 года, когда попал в основной состав западногерманской национальной сборной по гребле и побывал на чемпионате мира в Праге: в зачёте двухместных байдарок на дистанции 500 метров вместе с напарником Майнрадом Мильтенбергером выиграл бронзовую медаль, уступив в решающем заезде только экипажам из Польши и Венгрии, тогда как в эстафете совместно с Мильтенбергером, Хельмутом Херцем и Фрицем Брилем обогнал всех соперников на дистанции и получил медаль высшей пробы.
Благодаря череде удачных выступлений Ланге удостоился права защищать честь страны на летних Олимпийских играх 1960 года в Риме, где представлял так называемую Объединённую германскую команду, собранную из спортсменов ФРГ и ГДР. Совместно с такими гребцами как Фридхельм Венцке, Дитер Краузе и Гюнтер Перлеберг одержал победу в эстафете байдарок-одиночек 4 × 500 м и завоевал тем самым золотую олимпийскую медаль. Стал, таким образом, первым уроженцем Оберхаузена, добившимся звания олимпийского чемпиона.
Впоследствии оставался действующим спортсменом вплоть до 1963 года, после чего принял решение завершить карьеру профессионального спортсмена. До последних лет проживал в родном Оберхаузене, умер там же 15 марта 2016 года в возрасте 85 лет.